# Caraïbische Ontwikkelingsbank
De Caraïbische Ontwikkelingsbank (Caribbean Development Bank; CDB) is een financiële instelling die Caribische landen helpt bij het financieren van sociale en economische programma's in haar lidstaten.
De CDB werd op 18 oktober 1969 opgericht in Kingston, Jamaica, en trad in werking op 26 januari 1970. Het permanente hoofdkantoor van de bank is gevestigd in Saint Michael in Barbados. Het hoofdkantoor heeft medewerkers uit de lidlanden in dienst en er zijn geen andere kantoren.
De 28 leden van de CDB zijn 19 regionale lenende leden, 4 regionale niet-lenende leden en vijf leden van buiten de regio.